# Chrysometa macuchi
Chrysometa macuchi là một loài nhện trong họ Tetragnathidae.
Loài này thuộc chi Chrysometa. Chrysometa macuchi được Herbert W. Levi miêu tả năm 1986.